# Leibnitzia
Leibnitzia  es un género  de plantas con flores pertenecientes a la familia de las asteráceas. Comprende 14 especies descritas y de estas, solo 7 aceptadas.

## Taxonomía
El género fue descrito por Alexandre Henri Gabriel de Cassini y publicado en Dictionnaire des Sciences Naturelles [Second edition] 25: 420–421. 1822. La especie tipo es: Tussilago anandria L. = 	Leibnitzia anandria (L.) Turcz.	
Etimología
El nombre del género es un homenaje a Gottfried Wilhelm von Leibniz (1646-1716), filósofo alemán y matemático apasionado por la botánica.

## Especies aceptadas
A continuación se brinda un listado de las especies del género Leibnitzia aceptadas hasta julio de 2012, ordenadas alfabéticamente. Para cada una se indica el nombre binomial seguido del autor, abreviado según las convenciones y usos.
- Leibnitzia anandria (L.) Turcz.
- Leibnitzia knorringiana (B.Fedtsch.) Pobed.
- Leibnitzia lyrata (Sch.Bip.) G.L.Nesom
- Leibnitzia nepalensis (Kunze) Kitam.
- Leibnitzia occimadrensis G.L.Nesom
- Leibnitzia pusilla (Wall. ex DC.) S.Gould ex Kitam. & Gould
- Leibnitzia seemannii (Sch.Bip.) G.L.Nesom